# 偶像的黄昏
《偶像的黄昏：或怎样用锤子从事哲学》（德語：Götzen-Dämmerung, oder, Wie man mit dem Hammer philosophirt），弗里德里希·尼采著于1888年，并于1889年出版。

## 起因
《偶像的黄昏》是尼采在1888年8月26日到9月3日期间，在瑞士锡尔斯-玛利亚度假时，只用了一个来星期写的。因为当时尼采在国内外有很高的名声，他觉得他需要写本书简短地介绍一下他的成果。最初起名叫《一个心理学家的闲逛》，后来改名叫为《偶像的黄昏：或怎样用锤子从事哲学》
《偶像的黄昏》（Götzen-Dämmerung）这个名字，是取自理查德·瓦格纳的歌剧《尼贝龙根的指环》中的第四部，《诸神的黄昏》（Götterdämmerung）。Götze是德语“偶像”的意思。沃尔特·考夫曼认为,尼采使用这个词可能是感激弗朗西斯·培根。

## 内容简介
尼采批判了当时的德国文化相当单纯而幼稚，并向许多主要的法国、英国、以及意大利文化代表人物开炮。比起那些所谓的“颓废主义”，尼采更赞成像凯撒、拿破仑、歌德、修昔底德以及诡辩家们，他认为后者比起前者要来的健康而强壮多了。这本书的最后告诉了读者们尼采最重要的计划：「重估一切价值」（Umwertung aller Werte）。同时古罗马的文明成就在尼采来看要比古希腊高多了。
这本书共分为12个部分:
- 前言
- 格言与箭
- 苏格拉底的问题
- 哲学中的“理性”
- “真实的世界”最终如何变成了寓言——一个错误的历史
- 违反自然的道德
- 四大谬误
- 人类的“改善者”
- 德国人缺少什么
- 一个不合时宜者的漫游
- 我要感谢古人什么
- 锤子之言

## 外部連結
- Götzen-Dämmerung - 古腾堡计划 — German language edition.
- English translation by Walter Kaufmann and R.J. Hollingdale （页面存档备份，存于）
- Twilight of the Idols audio book at librivox.org (Ludovici translation) （页面存档备份，存于）
- "Twilight of the Idols or How to Philosophize with a Hammer" (English translation Daniel Fidel Ferrer, February 2013)

1. ↑  Large, Duncan (trans).
2. ↑  Kaufmann W., The Portable Nietzsche, New York: Viking, 1954, p463